# Zhaoqing
Zhaoqing, tidigare även känt som Chauking eller Shiuhing på kantonesiska, är en stad på prefekturnivå i provinsen Guangdong i södra Kina med 4,1 miljoner invånare (2020). Den ligger omkring 120 kilometer nordväst om provinshuvudstaden Guangzhou.

## Geografi
Zhaoqing är beläget 110 kilometer nordväst om Guangzhou, i den västra delen av floden Zhujiangs delta. Zhaoqing ligger på norra stranden av Xifloden som flödar från väst till öst och på andra sidan floden ligger orten Gaoyao. En slätt ligger söder och väster om Zhaoqing, med berg i öster och norr. 
Staden ligger i ett område med subtropisk monsunklimat. Den årliga medeltemperaturen är 21,9 °C och årsnederbörden är 1 605 millimeter.

## Historia och namn
Det är osäkert exakt när Zhaoqings grundades, men den fanns så tidigt som under Qin (221–206 f.Kr.) och Han (206 f.Kr. – 220 CE) dynastierna, då Zhaoqing var känt som Gaoyao (高要). Under Suidynastin (581–618 CE), blev Zhaoqing känt som Duanzhou (端州) och fungerade som ett viktigt administrativt område och militärbas. 
År 1118 gav norra Songdynastins kejsar Huizong orten dess nuvarande namn Zhaoqing, vilket betyder att "högtidlighålla början (på kejsarens regering)". 
Det första belägget för att västerlänningar befunnit sig i Zhaoqing finns vid slutet av 1500-talet då den italienska jesuiten Matteo Ricci anlände till staden år 1583. Ricci flyttade till staden efter att ha fått en inbjudan från prefekten i Zhaoqing Wang Pan. Vid den tidpunkten hade han hört talas om Riccis skicklighet som matematiker och kartograf. Ricci blev kvar i Zhaoqing till 1589 då han lämnade staden efter att en ny vicekung beslutat att utvisa honom och andra västerlänningar. Det var i Zhaoqing som Ricci år 1584 utarbetade den första världskartan någonsin.
Det finns nu en minnestavla i Zhaoqing för att hedra de sex år som han bodde där samt en byggnad inrättad på 1860-talet som "Ricci Memorial Centre".

## Administrativ indelning
Zhaoqing är en stad på prefekturnivå som indelas i tre stadsdistrikt, fyra härad och en stad på häradsnivå:
| Zhaoqing                                                     | Zhaoqing  | Zhaoqing       | Zhaoqing           | Zhaoqing          | Zhaoqing  | Zhaoqing                      |
| ------------------------------------------------------------ | --------- | -------------- | ------------------ | ----------------- | --------- | ----------------------------- |
| Duanzhou Dinghu Gaoyao Guangning Huaiji Fengkai Deqing Sihui |           |                |                    |                   |           |                               |
| Namn                                                         | Kinesiska | Pinyin         | Typ                | Befolkning (2020) | Yta (km²) | Befolknings- täthet (inv/km²) |
| Duanzhou                                                     | 端州区    | Duānzhōu qū    | Stadsdistrikt      | 602 402           | 154       | 3 912                         |
| Dinghu                                                       | 鼎湖区    | Dǐnghú qū      | Stadsdistrikt      | 209 116           | 552       | 379                           |
| Gaoyao                                                       | 高要区    | Gāoyào qū      | Stadsdistrikt      | 741 591           | 2 186     | 339                           |
| Guangning                                                    | 广宁县    | Guǎngníng xiàn | Härad              | 408 112           | 2 455     | 166                           |
| Huaiji                                                       | 怀集县    | Huáijí xiàn    | Härad              | 805 177           | 3 554     | 227                           |
| Fengkai                                                      | 封开县    | Fēngkāi xiàn   | Härad              | 374 848           | 2 724     | 138                           |
| Deqing                                                       | 德庆县    | Déqìng xiàn    | Härad              | 331 438           | 2 003     | 165                           |
| Sihui                                                        | 四会市    | Sìhuì shì      | Stad på häradsnivå | 640 910           | 1 263     | 507                           |

## Näringsliv

### Huvudnäringar
De rika mineraltillgångarna i bergsområdena inkluderar kol, kalksten, koppar, bly, zink, granit, guld, svavel, gips och andra mineraler. 
I jordbrukssektorn odlas ris, sockerrör, frukt och kassiakanel på de bördiga slätterna. Trädgårdsodlingen utgör en stor del i jordbrukssektorn. Djurhållning går också mot också modern utveckling och förvaltning. 
Skogen i bergsregionen är en rik källa för växtbaserade läkemedel i södra Kina och andra material som harts från olika skogsplantor.

### Sekundära näringsområden
Mat och dryck, byggmaterial, elektronik, bioteknik, kemikalier, maskinutrustning, textilier och kläder är grundpelarna i Zhaoqings tillverkningsindustri. Områdena Duanzhou, Gaoyao och Sihui har utvecklats till de mest exportinriktade industriella områdena. Yunfu är ett viktigt område för produktion av svavel och järn. 
För att underlätta den industriella utvecklingen i Zhaoqing har de lokala myndigheterna gjort stora ansträngningar för att etablera olika industriområden i staden. Den största är Guangdong Zhaoqing High-Tech Industrial Development Zone, med en yta på 109 km², som består av två industriparker, Sanrong Industrial Park och Dawang Industrial Park, områden som är 9 km² respektive 100 km². Dawang underlättas som en bearbetning på export och handelszon.

## Sevärdheter
- Kalkstenstopparna vid "Sju stjärnornas klippor" (Qixing yan 七星岩)
- Dinghu-berget (鼎湖山)
- Zhaoqings gamla stadsmur (肇庆府宋城墙), över 800 år gammal
- Chongxi-pagoden (崇禧塔)
- "Tornet för att beskåda floden" (阅江楼)
- Bao Zhengs minnestempel (包公祠)

## Utbildning
Stadens regering håller för närvarande på att förbättra sitt högskolesystem och bevara kulturella intressen. Zhaoqing har ett universitet och har också ett campus för Guangdong University of Finance. Det finns även en kanadensisk-amerikansk skola och många andra skolor, inklusive de som specialiserar sig på studier av främmande språk. 

## Kommunikationer
Zhaoqing betjänas av järnvägar och motorvägar. Direkt tåg- och busstrafik ansluter Zhaoqing till Guangzhou, Hongkong och andra städer i Guangdong. Större vägar inkluderar motorvägar som 321, 324 och Guangzhao och Guangwu Expressways. Järnvägslinjen Sanmao Railway går också igenom Zhaoqing. Den är ansluten med Hongkong via KCRC Guangdong genom tågtrafiken från Zhaoqings järnvägsstation. 
Den främsta formen av kollektivtrafik inom staden är de 21 offentliga busslinjerna.